# Impuls-Theater-Verlag
Der Impuls-Theater-Verlag war ein in München ansässiger Fachverlag für Amateurtheater.

## Geschichte
Der Verlag wurde 1924 von Heinrich Buchner gegründet. Er publizierte bis zur Zwangsschließung durch den NS-Staat (1943) abendfüllende Bühnenstücke sowie Musiktheater. Nach Wiedereröffnung 1947 und zunächst geleitet von Alois Johannes Lippl, wurde er nach und nach Richtung Amateurtheater ausgerichtet. Die zunächst linkskatholisch-pazifistische Orientierung in der Nachkriegszeit führte in den 1960er-Jahren zum Ausbau des Publikationsprogramms hin zum Kinder- & Jugendtheater. Die Fusion mit dem Verlag Spiel und Fest/Graz (1978) erneuerte die auf Unterhaltungstheater ausgerichtete Seite der Publikationen. Vor allem in den 1990er- und frühen 2000er-Jahren führte dies zur Unterstützung der Entwicklung des Improvisationstheaters im deutschsprachigen Raum in Gestalt von Handbüchern und DVDs.
Das Experimentieren mit Alternativen zur seriellen Erzählform im Theater prägte seither die Veröffentlichung von abendfüllenden Minikrimi- und Theaterkabarettshows, Theater im Ratespielformat und Dinnerkrimis.

## Programm
Das Publikationsprogramm umfasste zuletzt (2018) ca. 2200 Titel. Es war untergliedert in Spielreihen:
- Die Bühne (Komödien, Lustspiele, Farcen, Schwänke)
- Volkstheater (ländliche, auch mundartliche abendfüllende Spieltexte)
- Einakter
- Das kurze Spiel (Kabarett)
- Fünf-Minuten-Brenner (Sketchreihe)
- Blackout (speedcomedy)
- Bühnenspiel (allgemeine Reihe)
- Kindertheater (Einakter und abendfüllende Bühnenstücke)
- Script (Jugendtheaterreihe)
- Manus – lesen und spielen (Unterrichtstheater)
- Weihnachtsspiele
- Feuerwerk (eine Reihe ‚bunter Abende‘)
- Hohensteiner Puppenspiele
- Leseszenen
- Manuskripttresor (experimentelles Theater)
- Buschfunk (Buch- & Mediensparte des Verlages)
- Welttheater

## Wirkung
Als erster Theaterverlag im deutschsprachigen Internet begleitete das seit 1996 als Impuls-Theater-Verlag firmierende Unternehmen das hiesige Amateurtheater ins digitale Zeitalter. Die Bereitstellung von Kontaktdaten zu Verbänden, Multiplikatoren und Spielberatern sowie von Werkzeugen für die Aufführungspraxis (Klänge, Athmos, Geräusche; Planersoftware für Bühnenbildner; Link-Sammlung zu prägenden Protagonisten und Web-Stationen des Amateurtheaters international) wurde seither stetig ausgebaut – auch in Gestalt von thematischen Servicevideos.
Weitere in Eigenarbeit entwickelte Errungenschaften waren der bis zu den jeweiligen Leseproben führende, tagesaktuelle Online-Katalog, die darauf abgestimmte Spielberatungssuchmaschine sowie die für die Autoren des Verlages eingerichtete, intranet-gestützte Echtzeitdokumentation von Bestellungen und Aufführungen.
Bis zuletzt blieb der datenschutzbewußte Umgang mit dem Urheberrecht oberste Priorität. Der Verlag hat wirksame Werkzeuge eingesetzt und dies innerhalb der Branche durchweg verteidigt, um Ansprüchen des Online-Marktes auf Unentgeltlichkeit der Nutzung geistigen Eigentums entgegenzutreten.